# 前田恵
前田 恵（まえだ けい、12月22日 - ）は、日本の女性声優。パワー・ライズ（合併前はトリアス）所属を経て2019年6月よりフリー。埼玉県出身。

## 出演

### テレビアニメ
- レヱル・ロマネスク2（2023年、御一夜鉄道社長 雛衣ポーレット）

### ゲーム
2008年
- 蒼海の皇女たち（ドミニク・リードレ）

2009年
- トリニティ・ユニバース（モンスター）
- 戦極姫〜戦乱に舞う乙女達〜（松永久秀、朝倉宗滴）

2010年
- 萌え萌え2次大戦(略)2［chu］♪（リーリャ）
- 戦極姫2 葉隠れの乙女、風雲に乗ず（松永久秀、朝倉宗滴、相良武任）
- 戦極姫2 炎（松永久秀、朝倉宗滴、相良武任）
- 戦極姫2 嵐（松永久秀、朝倉宗滴、相良武任）

2011年
- 出撃!! 乙女たちの戦場2〜天翔ける衝撃の絆〜（アンネリーゼ、アンネローゼ）

2013年
- キャラペット つくって! そだてて! キャラクター小学校（ネコトノ・プレーンドッグ・プレーンラビット ・くまくまミニペット他）

2014年
- ものべの -pure smile-（七面頬）

2015年
- ひとつ飛ばし恋愛V（玉森桜）

2016年
- 星織ユメミライ Converted Edition（篠崎真里花）

2017年
- FLOWERS冬篇（貴船さゆり）

2018年
- まいてつ -pure station-（雛衣ポーレット）

2019年
- 恋する乙女と守護の楯〜薔薇の聖母〜（富金原麻衣）

2021年
- ハミダシクリエイティブ（和泉里）
- Black Survival ブラックサバイバル:永遠回帰（ハート・フロイド）

### オンライン/ソーシャルゲーム
- アイコレ〜with you〜（浅上幸）[3]
- アラド戦記（ダンデル）
- アルフヘイムの魔物使い（フェンリル、ルシファー）
- 妖女大戦（黒龍・白うかり）[3]
- ウチの姫様がいちばんカワイイ（赤子姫バブ・バ・ブー）[3]
- かんぱに☆ガールズ（ルルシエ・ネエル）[12]
- 感染×少女（桜井玲奈、神宮寺凛、他）[13]
- .hack//New World（メリーザ）[14]
- りっく☆じあ〜す（203mm自走榴弾砲、M1A2エイブラムス、他）
- トリックスター～召喚士になりたい～（ラピス）
- ブレイジング オデッセイ（クララ）
- フリージング エクステンション（ユリア・ムンベルク）
- 女神降ろし（アマツヒコネ）
- モンスターストライク（ヘックス[15]）

### ドラマCD
- sweet pool〜駒波学園学園祭〜（女幽霊）[3]
- みずたまぱにっく。（まんまる）[3]
- 絶対調律士ノア（女生徒B）[3]

### 吹き替え
- リトル・ヒーローズ -ボカの大冒険-（ガガ姫）[16]
- 凸凹世界 シーズン2（にゃんこ大総統）

### テレビCM
- タカラレーベン[3]
- ローソンプレゼンツ 中部限定 ジモドルフェスタ2014 SPRING[3]

### ナレーション
- 長崎平和教育に関するVRコンテンツ（長崎大学 藤木研究室）[3]
- Panasonic ふとん掃除機[3]
- アドバンテック株式会社

### ドラマ
- 武蔵忍法伝 忍者烈風（鬼面樹）

### 歌唱
- 大昆虫展 in 東京スカイツリータウン(R) イメージソング「昆虫探偵団X」[3]